# Chronologie de la cosmologie
L'Historique de la cosmologie est une présentation chronologique des conceptions humaines du cosmos et des principales découvertes pendant plus de deux mille ans.

## De l'Antiquité jusqu'à Copernic
- Vers le XVIe siècle av. J.-C. : la cosmologie babylonienne, particulièrement celle décrite dans Enuma Elish, perçoit la Terre et le ciel comme un "ensemble spatial, de forme sphérique (en)," tournant autour des lieux de culte des déités[1] et l’on croyait qu’il existait une pluralité de terres et de ciels[2] ;

- Vers le XIIe siècle av. J.-C. : la Rigveda comporte quelques hymnes cosmologiques particulièrement à la fin du livre 10,  notamment la Nasadiya Sukta qui décrit les origines de l'Univers  comme issues de l'Hiranyagarbha moniste ou  "Œuf d'or" ;
- VIe siècle av. J.-C. : la carte du monde babylonienne (en) montre Babylone sur l'Euphrate, entourée d'une masse de terres représentant l'Assyrie, l'Arménie et plusieurs villes, elles-mêmes entourées d'une rivière amère Oceanus, avec sept îles disposées autour, de façon à former une étoile à sept branches. La cosmologie biblique de la Tanakh qui lui est contemporaine reflète la même vue de la Terre comme d'une plaine ou d'une colline représentée sous la forme d'un hémisphère, flottant sur l'eau et recouverte par l'arche d'une voûte solide, le firmament. À cette voûte sont accrochées les étoiles ;
- IVe siècle av. J.-C. : Aristote propose un modèle d'univers centré sur la Terre dans lequel la Terre est immobile et l'univers de dimensions finies mais de durée infinie ;
- IIIe siècle av. J.-C. : Aristarque de Samos propose un univers héliocentrique.
- IIe siècle av. J.-C. : Séleucos de Séleucie élabore sur le modèle d'Aristarque de Samos un univers héliocentrique, qu'il explique en utilisant le phénomène des marées ;
- IIe siècle apr. J.-C. : Ptolémée propose univers géocentrique, avec le Soleil et les planètes en rotation autour, selon des épicycles ;
- Du Ve au  XIe siècle apr. J.-C. : plusieurs astronomes proposent un univers  centré sur le Soleil, parmi lesquels Aryabhata, Albumasar et Al-Sijzi ;
- VIe siècle : Jean Philopon propose un univers d'âge fini et s'oppose aux idées de la Grèce antique soutenant la notion d'un univers infini ;
- Vers le VIIIe siècle : la cosmogonie hindoue puranique postule un univers qui traverse une succession de cycles de création, destruction et renaissance, chaque cycle durant 4,32 milliards d'années ;
- Du IXe au  XIIe siècle :  Al-Kindi (Alkindus), Saadia Gaon (Saadia ben Joseph) et Al-Ghazali (Algazel) soutiennent un univers dont le passé est fini et développent deux arguments s'opposant à la notion de passé infini, l'un d'entre eux étant ultérieurement adopté par Emmanuel Kant ;
- 964 : Abd al-Rahman Al-Soufi (Azophi), un astronome perse, effectue la première observation enregistrée de la galaxie d'Andromède et du Grand nuage de Magellan, les premières galaxies autres que la Voie lactée à avoir été observées depuis la Terre, dans son Livre des Étoiles fixes;
- XIIe siècle : Fakhr ad-Dîn ar-Râzî conteste la cosmologie islamique, rejette l'idée d'Aristote d'un univers centré sur la Terre, et dans le cadre de ses commentaires du Coran propose que l'univers est constitué de nombreux autres mondes au-delà de celui-ci, chacun d'entre eux étant plus grand que celui-ci et ayant les mêmes choses[3]. Il soutient qu'il existe une infinité d'espaces cosmologiques au-delà du monde connu[4] et qu'il pourréait exister un nombre infini d'univers[5] ;

- XIIIe siècle : Nasir ad-Din at-Tusi présente la première preuve empirique de la rotation de la Terre sur son axe ;
- XVe siècle : Ali Qushji présente une preuve empirique de la rotation de la Terre sur son axe et conteste la théorie de la Terre fixe soutenue par Aristote et Ptolémée ;
- XVe – XVIe siècle : Nilakantha Somayaji et Tycho Brahe proposent un univers dans lequel les planètes orbitent autour du Soleil, lequel orbite autour de la Terre, connu sous le nom de système Tychonique.

## À partir de Copernic
- 1543 : Nicolas Copernic rend public son héliocentrisme copernicien dans son De revolutionibus orbium coelestium ;
- 1576 : Thomas Digges modifie le système copernicien en éliminant son bord extérieur et en le remplaçant par un espace sans liaison et rempli d'étoiles ;
- 1584 : Giordano Bruno propose une cosmologie  non-hiérarchique, dans lequel le système solaire copernicien n'est pas le centre de l'univers, mais plutôt un système planétaire relativement insignifiant, parmi une infinie multitude d'autres ;
- 1610 : Johannes Kepler s'appuie sur le noir du ciel nocturne pour justifier un univers fini ;
- 1687 : Sir Isaac Newton établit ses lois physiques qui régissent les mouvements de grande échelle de l'univers ;
- 1720 : Edmund Halley présente une forme préliminaire du paradoxe d'Olbers. En 1744, Jean-Philippe de Chéseaux en présente une à son tour ;
- 1791 : Erasmus Darwin écrit pour la première fois dans son poème  The Economy of Vegetation une description d'un univers cyclique en contraction-expansion;
- 1826 : Heinrich Olbers présente le paradoxe d'Olbers;
- 1848 : Edgar Allan Poe présente la première solution correcte du paradoxe d'Olbers dans Eureka : un poème en prose, un essai qui suggère également l'expansion et l'effondrement de l'univers.

## De 1900 à 1949
- 1905 : Albert Einstein publie la théorie de la Relativité restreinte, stipulant que le temps et l’espace ne sont pas des continuum indépendants ;
- 1915 : Albert Einstein publie la théorie de la Relativité générale et montre qu’une densité d’énergie déforme localement l’espace-temps ;
- 1917 : Willem de Sitter dérive une cosmologie statique isotropique avec constante cosmologique, de même qu’une cosmologie en expansion (en) dans un espace vide de matière avec une constante cosmologique, désigné sous le nom d’univers de de Sitter ;
- 1922 : Vesto Slipher rassemble ses découvertes sur le décalage vers le rouge des nébuleuses spirales ;
- 1922 : Alexander Friedmann trouve une solution aux équations de champ d’Einstein qui suggère un espace en expansion généralisée ;
- 1927 : Georges Lemaître expose la création d’un univers en expansion gouverné par les équations de champ d’Einstein ;
- 1928 : Howard Percy Robertson expose brièvement que les mesures de décalage vers le rouge de Vesto Slipher, combinées avec la mesure de brillance des galaxies correspondantes autorisent une relation entre la distance et le décalage vers le rouge ;
- 1929 : Edwin Hubble démontre la relation linéaire entre la distance des galaxies et leur décalage vers le rouge. Il établit ainsi l’expansion de l’univers ;
- 1933 : Edward Milne désigne et formalise le principe cosmologique ;
- 1934 : Georges Lemaître interprète la constante cosmologique comme résultant d’une énergie du vide avec une équation d’état inhabituelle d’un fluide parfait ;
- 1938 : Paul Dirac suggère par l’hypothèse des grands nombres de Dirac, que la constante gravitationnelle peut être petite parce qu’elle diminue lentement avec le temps ;
- 1948 : Ralph Alpher, Hans Bethe ("in absentia"), et George Gamow étudient la synthèse des éléments dans un univers en expansion-refroidissement rapide, et suggèrent que les éléments ont été produits par la capture de neutrons rapides ;
- 1948 : Hermann Bondi, Thomas Gold, et Fred Hoyle proposent la Théorie de l'état stationnaire, une cosmologie fondée sur le principe cosmologique parfait ;
- 1948 : George Gamow prédit l’existence du rayonnement de fond diffus cosmologique en considérant le comportement du rayonnement primordial dans un univers en expansion.

## De 1950 à 1980
- 1950 : Fred Hoyle emploie par dérision le terme de Big Bang.
- 1961 : Robert Dicke soutient que la vie basée sur le carbone ne peut apparaître que lorsque la force de gravitation est faible, parce que ce n’est qu’alors que peut survenir la combustion des étoiles. Premier usage du principe anthropique faible ;
- 1965 : Hannes Alfvén propose le concept aujourd’hui contesté d’ambiplasma (en) pour expliquer l’asymétrie baryonique ;
- 1965 : Martin Rees et  Dennis Sciama analysent les données des décomptes des sources quasar et découvrent que la densité de quasars augmente avec le décalage vers le rouge ;
- 1965 : Arno Penzias et Robert Wilson, astronomes des Bell Labs découvrent le rayonnement de fond diffus cosmologique à 2,7 K, qui leur vaudra en 1978 le Prix Nobel de physique. Robert Dicke, James Peebles, Peter Roll et David Todd Wilkinson interprètent ce rayonnement comme une relique du Big Bang.
- 1966 : Stephen Hawking et George F. R. Ellis montrent que toute hypothèse de cosmologie relativiste suppose une singularité gravitationnelle ;
- 1966 : James Peebles montre que le Big Bang chaud prédit correctement l’abondance de l’hélium ;
- 1967 : Andrei Sakharov présente les exigences pour la baryogenèse, une asymétrie dans l’univers entre baryon et antibaryon ;
- 1967 : John Bahcall, Wal Sargent et Maarten Schmidt mesurent la structure fine qui sépare les raies spectrales de 3C191, et par cela démontrent que la  constante de structure fine ne varie pas significativement avec le temps ;
- 1968 : Brandon Carter spécule sur la possibilité que les constantes fondamentales de la nature s’établissent dans des fourchettes très étroites, première expression du principe anthropique fort ;
- 1969 : Charles Misner formalise le problème de l’horizon du Big Bang ; en parallèle, Robert Dicke formalise de lui de la platitude du Big Bang ;
- 1973 : Edward Tryon propose que l’univers puisse être une fluctuation du vide de la mécanique quantique à grande échelle, où la masse-énergie positive s’équilibre par une énergie potentielle gravitationnelle négative ;
- 1974 : Robert Wagoner William Fowler, et Fred Hoyle montrent que le Big Bang chaud s’accorde avec les prédictions d’abondance du deutérium et de lithium ;
- 1976 : Alex Shlyakhter utilise les ratios de samarium présent dans le site préhistorique du réacteur nucléaire naturel d’Oklo, au Gabon pour montrer qu’il existe des lois physiques demeurées inchangées depuis deux milliards d’années ;
- 1977 : Gary Steigman, David Schramm et James Gunn examinent la relation entre l’abondance d’hélium primordial et le nombre de neutrinos et affirment qu’il ne peut existe plus de cinq familles de leptons.

## 1980 - 1999
- 1981 : Viacheslav Mukhanov et G. Chibisov proposent l’idée que les fluctuations quantiques peuvent conduire à une structure à grande échelle dans un univers inflationnaire ;
- 1981 : Alan Guth propose un univers avec le Big Bang suivi d’un épisode inflationnaire comme solution possible aux problèmes de l’horizon et de la platitude ;
- 1990 : les résultats préliminaires de la mission COBEde la  NASA confirment le fond diffus cosmologique comme un rayonnement isotrope de corps noir avec une précision époustouflante d’un pour 105, éliminant du même coup la possibilité d’un modèle de lumière stellaire fusionnée pour expliquer le fond diffus, tel que prôné par les partisans de l’état stationnaire ;
- 1990s : des expériences sur le fond diffus cosmologique basées au sol permettent la mesure du premier pic, déterminent que l’univers est géométriquement plat ;
- 1998 : Premières publication et controverses de preuves de la variation dans le temps de la constante de structure fine
- 1998 : Adam Riess, Saul Perlmutter et d’autres physiciens découvrent l’accélération cosmique par l’observation des supernovae de Type Ia fournissant la première preuve d’une constante cosmologique non nulle ;
- 1999 : des mesures du rayonnement du fond diffus cosmologique (surtout par l’expérience BOOMERanG[6] fournissent des preuves d’oscillations (pics) dans le spectre angulaire d’anisotropie, comme le prévoit le modèle standard de formation des structures. Ces résultats indiquent que la géométrie de l’univers est plate. Avec les données sur les grandes structures, ceci fournit une preuve complémentaire pour une constante cosmologique non nulle.

## Depuis 2000
- 2002 : Le Cosmic Background Imager (CBI), au Chili obtient les images de la radiation du fond diffus cosmologique ayant la plus grande résolution angulaire : 4 arcmin (arc-minutes). Il obtient également le spectre d’anisotropie  à des hautes résolutions encore jamais atteintes auparavant jusqu’à l ~ 3000. Il découvrit un léger excès de puissance dans les hautes résolutions (l > 2500) pas encore entièrement expliqué, appelé l’"excès CBI"
- 2003 : Le satellite WMAP de la NASA obtient une image détaillée du rayonnement de fond diffus cosmologique sur l’ensemble du ciel. L’interprétation de l’image indique un univers de 13,7 milliards d’années (à 1 % d’erreur près) et confirme que le modèle ΛCDM et la théorie inflationnaire sont corrects ;
- 2003 : découverte du Grand Mur de Sloan ;
- 2004 : L’Interféromètre d’Un Degré Angulaire (Degree Angular Scale Interferometer-DASI) est le premier à obtenir le spectre de polarisation mode-E du rayonnement de fond diffus cosmologique ;
- 2006 : diffusion des résultats attendus avec impatience de la mission de trois années de WMAP. Confirmation des précédentes analyses, avec correction de  différents points, et apport de nouvelles données sur la polarisation du rayonnement de fond diffus cosmologique.